# Tibz
Tibz, de son vrai nom Thibault Gaudillat, né le 26 juillet 1993, est un auteur-compositeur-interprète français originaire de Périgueux (Dordogne).
Révélé sur Internet, et après avoir décroché un contrat avec My Major Company, Tibz sort son premier single On n’est pas bien là ? en 2015. Ce titre lui permet de se faire repérer par Louane, qui l’invitera à assurer les premières parties de sa tournée des Zéniths.
Son premier album, Nation, sort le 16 juin 2017. Emmené par le single du même nom, le morceau est certifié « titre francophone le plus diffusé en radio » en 2017.
En novembre 2019, Tibz revient avec Tout au bout du monde, suivi par Au revoir en juin 2020 et Bye Bye en mai 2021, premiers singles de son nouvel album attendu pour début 2022.
Sollicité par d'autres artistes, il écrit notamment des chansons pour Jenifer (Hey Jen et Les Choses simples en duo avec Slimane), pour Zaz (Nos vies) et signe également en 2020 À côté de toi,  le nouvel hymne des Enfoirés en collaboration avec Boulevard des Airs.

## Jeunesse
Tibz grandit en Dordogne. Très jeune, il se passionne pour la musique, et apprend la guitare, notamment sur la vieille guitare électrique de son père qu’il lui offre à ses 10 ans. Multi-instrumentiste, il apprend également à jouer du piano, du ukulélé, de l’harmonica ainsi que de la batterie.
Bercé à la musique de Bob Dylan, Elvis Presley, Francis Cabrel ou Neil Young que son père écoutait en boucle, Tibz embrasse pleinement à son tour l’héritage folk qu’on lui a transmis petit. Il commence à reprendre leurs plus grands succès à l’adolescence, qu’il poste ensuite sur YouTube.
À l’âge de 16 ans Tibz travaille avec acharnement pour pouvoir s’offrir un petit home studio et commence à écrire ses premières chansons dont On n’est pas bien là ?, second single issu de son premier album. Il écume alors les petites salles, fêtes de village et autres café concerts de sa région, sa guitare en bandoulière pour faire ses armes sur scène.

## Carrière musicale

### Nation(2017)
Fort du succès que rencontrent ses reprises sur Youtube, Tibz décide durant son année de terminale de tenter sa chance sur le site de My Major Company, le premier label de musique participatif, proposant aux internautes de soutenir financièrement de jeunes artistes, à l’origine des carrières de Grégoire, Joyce Jonathan ou Irma.
Le jeune chanteur périgourdin parvient à réunir les 100 000 euros nécessaires à la production de son premier album auprès de 1 644 internautes.
À 19 ans seulement, Tibz entre en studio pour débuter l’enregistrement de son premier disque. Eric Starzan (General Elektriks), Antoine Essertier (Vianney, Boulevard des Airs) et Hugo Lab (Montmartre (en)) l’accompagnent à la réalisation. Cinq ans plus tard, l’album de Tibz se concrétise enfin. Entre-temps, Tibz en profite pour aller à la rencontre du public. En 2015, il est choisi par Louane pour assurer les premières parties de sa tournée. Il fait aussi des apparitions aux côtés de Vianney et Boulevard des Airs. En 2016, Tibz se retrouve nommé dans la catégorie révélation auteur-compositeur de l’année parmi la sélection annuelle du prix Paris Match/RFM. 
Début 2017, la carrière de Tibz prend un nouveau tournant avec la sortie de Nation, premier single de l’album du même nom sorti en juin 2017. Ce single le propulse en haut de l’airplay radio et TV et devient le titre francophone le plus diffusé en radio cette année-là. Le titre cumule plus de 22 millions de streams dans le monde et s’exporte en Belgique, en Suisse ainsi qu’au Québec où il reste numéro 1 plus de 17 semaines consécutives. Ce succès emmène Tibz jusqu’aux NRJ Music Awards où il se retrouve nommé dans la catégorie révélation francophone de l’année.
On n’est pas bien là ?, deuxième single de l’album, lui emboîte le pas et connaît également un franc succès auprès des radios et du public.
Dans la foulée, Tibz part pour une tournée de plus de 80 dates à travers la France, la Belgique, la Suisse et le Québec où il se produit sur la mythique scène de l’Olympia.

### Tout au bout du monde,Au revoiret nouvel album (depuis 2019)
Fin 2019, Tibz revient avec Tout au bout du monde, premier single issu du deuxième album à venir. Tout au bout du monde cumule plus de 18 millions de streams et s’est classé top 20 de l’airplay général radio en France, en Belgique et au Québec.
Le 12 juin 2020, Tibz sort Au revoir, le second extrait de l'album prévu pour début 2022 et pour lequel Tibz s’est entouré de Hugo Lab, Boulevard des Airs, Mickaël Miro, ou encore Valentin Marceau (Slimane, Foé, Suzane...) à la réalisation. L'album Tout ce qu'on laisse paraît le 14 janvier 2022.

## Discographie

### Singles
- 2016 : Nation ses ça meilleur musique
- 2017 : On n'est pas bien là ?
- 2019 : Tout au bout du monde
- 2020 : Au revoir
- 2021 : Bye Bye

### Singles en collaboration
- 2020 : Leonie : Et toi feat TiBZ, Tom Frager, Léa Paci, Philippine
- 2020 : Paris / Montréal, en duo avec Gabriella
- 2020 : Boulevard Des Airs : A côté de toi feat Tibz
- 2021 : Don't Deserve This, en duo avec NEA

### Participations
- Jenifer : Co-compositeur du titre « Les Choses Simples » en duo avec Slimane  Auteur et co-compositeur du titre « Hey Jen »
- Zaz : Auteur et co-compositeur du titre « Nos Vies »
- Les Enfoirés : Coauteur et co-compositeur de l’hymne 2020 des Enfoirés « A côté de toi » avec Boulevard des Airs